# Gambugliano
Gambugliano (velenceiül Ganbujan) település Olaszországban, Veneto régióban, Vicenza megyében. Lakosainak száma 847 fő (2023. január 1.). Gambugliano Sovizzo községgel határos.

## Népesség
A település népességének változása:
| Lakosok száma | 821  | 840  | 837  | 847  |
|               | 2008 | 2017 | 2018 | 2023 |